# Spharagemon cristatum
Spharagemon cristatum es una especie de saltamontes de la subfamilia Oedipodinae, familia Acrididae. Esta especie se distribuye en Norteamérica (Estados Unidos y México).